# انجمن رادیو آماتور موریس
انجمن رادیو آماتور موریس (به انگلیسی: Mauritius Amateur Radio Society - MARS) یک سازمان غیرانتفاعی ملی برای علاقه‌مندان به رادیو آماتور در موریس است.

## تاریخچه
این سازمان در سال ۱۹۶۸ توسط گروهی از موریان‌های بومی و مهاجران انگلیس تأسیس شد. انجمن متقاضی پیوستن به اتحادیه بین‌المللی رادیو آماتور در ۱۲ مارس ۱۹۶۸ شد، روزی که موریس استقلال خود را از انگلیس بدست آورد. انجمن رادیو آماتور موریس یک دفتر QSL برای آن دسته از اعضا که به‌طور پیوسته با اپراتورهای رادیویی آماتور در کشورهای دیگر ارتباط برقرار می‌کنند، ایجاد نموده‌است. تجهیزات رادیویی را برای استفاده در اختیار اعضای خود قرار می‌دهد. MARS نماینده منافع اپراتورهای رادیویی آماتور و شنوندگان موج کوتاه موریس قدیمیتر از مقامات نظارتی ملی و بین‌المللی ارتباطات از راه دور است. انجمن موریس بعنوان نماینده ملی موریس عضو اتحادیه بین‌المللی رادیو آماتور می‌باشد.